# Johan Tallgren
Johan Tallgren, född 17 juli 1971 i Helsingfors, är en finländsk tonsättare. 
Tallgren är elev till Paavo Heininen och har studerat även för Kaija Saariaho, Tristan Murail och Brian Ferneyhough. Han var under 1990-talet en av förgrundsfigurerna i tonsättarföreningen Korvat auki. Han är en rigorös modernist, som i sitt klangligt förfinade, minutiöst genomarbetade tonspråk tagit intryck av såväl franskt spektraltänkande som postserialistisk komplexitet. I den synnerligen sparsmakade produktionen märks till exempel sångcykeln ...genom det tomma rummet (1994, text: Göran Sonnevi) för sopran, oboe/engelskt horn och marimba/vibrafon, Codename Orpheus för kammarensemble (1997) samt strömmande genomlyst för harpa och elektronik (2002).